# آندرش آندرشون (بازیکن فوتبال)
آندرش آندرشون (سوئدی: Anders Andersson؛ زادهٔ ۱۵ مارس ۱۹۷۴) بازیکن فوتبال در پست مهاجم اهل سوئد است.

## باشگاهی
از باشگاه‌هایی که در آن بازی کرده‌است می‌توان به مالمو، بلننسس، بنفیکا و بلکبرن راورز اشاره کرد.

## تیم ملی
وی همچنین در تیم ملی فوتبال سوئد بازی کرده است.